# Park Choong-kyun
Park Choong-Kyun (박충균; sinh ngày 20 tháng 6 năm 1973) là một cựu cầu thủ và huấn luyện viên bóng đá người Hàn Quốc. Khi còn thi đấu, ông chơi ở vị trí hậu vệ và từng cùng Đội tuyển Hàn Quốc tham dự Thế vận hội Mùa hè 1996.

## Sự nghiệp thi đấu

### Câu lạc bộ tại Hàn Quốc
Khi còn thi đấu ông đã từng chơi cho các câu lạc bộ Suwon Samsung Bluewings, Sangmu, Seongnam Ilhwa Chunma và CLB Daejeon Citizen

### Đội tuyển Hàn Quốc
Ông đã từng được chơi cho U-23 Hàn Quốc tại Môn Bóng đá Nam tại Olympic Mùa hè 1996

## Sự nghiệp huấn luyện viên

### Tại Hàn Quốc

###### Trường Trung học Cơ sở Poongsaeng
Năm 2009. Ông bắt đầu sự nghiệp huấn luyện với tư cách là huấn luyện viên của đội bóng đá của Trường Trung học Cơ sở Poongsaeng

###### Ulsan Hyundai
Năm 2011. Ông gia nhập CLB Ulsan Hyundai với tư cách là huấn luyện viên đội 2 của CLB

###### Hàn Quốc
Vào giai đoạn 2012-2013, ông đã từng được làm HLV Đội tuyển Hàn Quốc dưới sự giám sát của HLV Choi Kang-hee

###### CLB Jeonbuk
Sau khi huấn luyện viên Choi Kang-hee chuyển đến CLB Jeonbuk, ông cũng gia nhập vào ban huấn luyện của CLB

### Tại Guam

###### Đội tuyển Guam
Vào mùa hè năm 2010, ông được bổ nhiệm làm huấn luyện viên trưởng của Guam

### Tại Trung Quốc

###### CLB Thiên Tân Thiên Hải
Vào tháng 10 năm 2018, ông tiếp quản vị trí huấn luyện viên của CLB Thiên Tân Thiên Hải tại Chinese Super League. Lúc bấy giờ CLB Thiên Tân Thiên Hải chỉ còn lại 5 trận đấu của mùa giải và nằm trong nhóm xuống hạng với kết quả hòa 7 trận, trong đó có 5 trận thua liên tiếp. HLV Park Choong-kyun chỉ để tại cho đội bóng 2 bàn thắng và 3 đường kiến tạo trong năm ông huấn luyện CLB này. Sau mùa giải 2018, ông từ chức băng ghế huấn luyện viên trưởng của đội bóng.
Vào tháng 5 năm 2019, ông quay trở lại Thiên Tân với tư cách là người quản lý của Thiên Tân Thiên Hải. Tuy nhiên, ông đã bị sa thải do đội có thành tích kém.

### Tại Việt Nam

###### CLB Hà Nội
Năm 2021, Park Choong-kyun được bổ nhiệm làm huấn luyện viên câu lạc bộ Hà Nội với một bản hợp đồng có thời hạn 2 năm. Ông là huấn luyện viên nước ngoài đầu tiên của câu lạc bộ này..

###### Trợ lý HLV ĐT Việt Nam
Vào ngày 24 tháng 7 bất ngờ trợ lý huấn luyện viên đội tuyển Việt Nam Lee Young-jin đã trở về Hàn Quốc vì chuyện gia đình nên HLV Park Hang-seo đã đề xuất đưa HLV Park Choong-kyun lên ĐT Việt Nam để giúp sức cho HLV Park Hang-seo trong đợt tập trung cho vòng loại cuối cùng World Cup 2022 và câu lạc bộ mà HLV Park Choong-kyun đang dẫn dắt lúc này là Hà Nội đã vui vẻ đồng ý với đề xuất này vì lúc này Hà Nội đã 'xả trại' vì V-League 2021 đang bị hoãn. Và vị trí của HLV Park Choong-kyun ở ĐT Việt Nam là trợ lý huấn luyện viên cho HLV Park Hang-seo trong những ngày HLV Lee Young-jin không có mặt tại Việt Nam.